# Bruce Lee
Bruce Lee (kineski: 李小龍 (tradicionalno), 李小龙 (pojednostavljeno), Lǐ Xiǎolóng (pinyin) zapravo Li Jun-fan na jeziku pinyin Lǐ Zhènfán), (San Francisco, 27. studenoga 1940. -  Hong Kong, 20. srpnja 1973.), bio je hongkonško-američki glumac i majstor borilačkih vještina, koji je razvio sustav borilačke vještine, odnosno koncept samoobrane "Jeet Kune Do".
U filmovima je glumio od malih nogu te je tako zabilježeno da je svoju prvu ulogu ostvario kad mu je bilo manje od godinu dana u filmu "Golden Gate Girl". Tijekom svoje filmske karijere snimio je više od 30 filmova te je žanr borilačkih filmova (kung-fu film) učinio svjetski popularnim i utjecajnim. Iako je službeni uzrok njegove smrti edem na mozgu, postoje i mnoge teorije zavjere koje sugeriraju kako njegova smrt nije bila prirodna.
Iako je od tragične i misteriozne smrti Brucea Leeja prošlo već 50 godina, njegovi filmovi se i danas prikazuju, a on je i dalje ikona popularne kulture, nadahnuće ne samo mnogobrojnim mladima, nego i filmašima, reperima, dizajnerima... Na njegov grob u Seattleu netko svaki dan stavlja svježe cvijeće, a životopis "The Bruce Lee Story" (Priča o Bruceu Leeju), koju je napisala njegova udovica Linda Lee, doživjela je već 14 izdanja. Bruce Lee je trenirao borilačku vještinu zvanu Wing chun.

## Životopis
Bruce Lee rođen je 27. studenoga 1940. godine, u kineskoj godini Zmaja i satu Zmaja (između šest i sedam ujutro), u Kineskoj četvrti u San Franciscu. Njegov otac, operni pjevač i glumac Lee Hoi-chuen, i majka Grace, kinesko-njemačkog podrijetla, imali su dvije kćeri, Phoebe i Agnes, te sina Petera, kasnije prvaka u mačevanju, a nakon Brucea dobili su još jednog sina, Roberta, danas glazbenika. Kako je njegov otac, koji se s obitelji iz Hong Konga doselio u Ameriku, neredovito glumio i u američkim filmovima, kad su Bruceu bila samo tri mjeseca doveo ga je na snimanje jer mu je redatelj rekao kako mu treba jedna beba za nekoliko scena. Budući filmski junak tako je pred kamerama debitirao kao tromjesečni dječačić u filmu "Golden Gate Girl - Tears Of San Francisco".
Bruce Lee je kao dječak bio gotovo anoreksičan i roditelji su s njim imali mnogo problema. Bio je boležljiv, slabo je spavao i imao je noćne more. Kad mu je bilo šest godina, obitelj se vratila u Hong Kong, gdje je on zajedno s ocem glumio u filmu "The Beginning Of A Boy - The Birth Of Mankind". Dvije godine kasnije otac i sin zajedno su glumili u još jednom hong-konškom filmu "My Son A-Chen".
Tijekom školovanja Bruce Lee nastavio je glumiti pa je tako s navršenih 18 godina već imao iza sebe dvadesetak filmova, većinom u ulogama lutalica uvijek spremnih na borbu. Dotad je već od slabašnog dječaka stasao u ljepuškastog, tjelesno spretnog tinejdžera. Roditelji su ga, naime, poticali na treniranje borilačkih vještina, a on je već u ranoj dobi pokazao talent i upornost pa je marljivim mukotrpnim vježbanjem ojačao i postao nevjerojatno vješt sportaš. Njegov najpoznatiji film iz tog razdoblja, u kojemu je prvi put do izražaja došla njegova borilačka vještina, bio je "An Orphan's Tragedy" iz 1955. godine.
Tih godina upisao se u glasovitu školu Wing Chun kung-fua, u kojoj je svoju vještinu doveo do savršenstva. Pravi radoholičar, danju je snimao filmove, a noću je trenirao i sudjelovao u borbama i to ne samo na sportskim terenima.
U to je doba upao u loše društvo pa je neko vrijeme čak bio vođa ulične bande Tigrovi s raskrižja. Nekoliko puta je zbog tučnjava s pripadnicima drugih bandi završio i u zatvoru, ali ga je majka uvijek uspijevala izbaviti.
Igrom sudbine, 1957. godine, u filmu "Thunderstorm" glumio je mladića koji je, poput njega, bio huligan, ali je smogao snage i vratio se na pravi put.
Njegova je majka shvatila da bi njezin sin mogao loše završiti pa ga je odlučila skloniti na sigurno, daleko od njegovog tadašnjeg društva. Neki tvrde i da se Bruce Lee tih godina sukobio sa sinom moćnog hong-konškog gangstera, koji mu je zaprijetio ubojstvom, ali Bruce Lee to nikad nije potvrdio. U svakom slučaju, majka ga je poslala natrag u San Francisco, djelomice zbog straha za njegovu sigurnost, a dijelom i kako bi dobio šansu za uspjeh u SAD-u.
Iako je u Ameriku krenuo samo sa 100 dolara u džepu, snalažljivi mladić nešto je zaradio već na dugom putovanju brodom. Kako ga je osim borilačkih vještina zanimao i ples, pa je čak bio i prvak Hong Konga u plesu cha-cha-cha, na brodu je podučavao u plesnim koracima putnike iz prve klase. Jasno je, dakle, otkud dolazi skladnost njegovih borilačkih pokreta i vlastiti borilački stil "Jeet Kune Do" (naziv opisuje način na koji upotrebljava šaku) koji je poslije stvorio i u tome podučavao holivudske glumce Stevea McQueena i Jamesa Coburna.
Lee je mislio kako će mu to biti znak prepoznatljivosti u Americi koji će ga izdvojiti iz mase i pomoći mu na putu do željenog cilja - Hollywooda. No, nije zapustio ni školovanje, pa je na sveučilištu u Seattleu diplomirao filozofiju, a to mu je znanje poslije pomoglo u pisanju knjiga Chinese Kung Fu (Kineski kung-fu) i The Philosophical Art Of Self-Defence (Filozofija umjetnosti samoobrane). Uz to je izbrusio i znanje jezika: osim engleskoga, kantonskoga i mandarinskoga, naučio je i japanski jezik.
Početkom šezdesetih, dok je pohađao fakultet i istodobno vodio tečaj kung-fua, privukao je pozornost jedne od svojih učenica.
- Prvi sam put vidjela Brucea na hodniku u srednjoj školi Grafield u Seattleu. Bilo mi je 17 godina, a njemu 22 i bio je student druge godine. Čavrljala sam s prijateljicama kad sam ga zamijetila i upitala: "Tko je to?". Bio je nevjerojatno zgodan i dotjeran, nosio je šešir uskog oboda, dugi baloner bež boje i sasvim je odudarao od svih drugih osoba u našoj školi. Bio je premlad za profesora, a preozbiljan i sofisticiran za učenika - prisjetila se Linda Emery njihovog prvog susreta 1962. godine.
Od najbolje prijateljice Sue Ann Kay doznala je kako je on učitelj kung-fua koji drži tečajeve u njihovoj školi. Tada nije ni znala što je to jer je ta kineska borilačka vještina bila nepoznata u Americi, no prijateljica je shvatila da se Bruce Lee svidio Lindi pa ju je nagovorila neka joj se pridruži na tečaju kung-fua.

Linda Emery i Bruce Lee vjenčali su se 1964. godine i zajednički otvorili školu kung-fua koja je brzo postala popularna pa je kod njih, na primjer, trenirao i poslije poznati filmski junak Chuck Norris.
Godinu dana poslije, 1. veljače, Linda i Bruce Lee dobili su sina Brandona.

Brandon je rođen kao čupava crnokosa beba, ali mu je ta kosa brzo otpala i počela nicati nova, svijetle boje. Bruce je govorio kako je Brandon jedini sivooki i plavokosi Kinez na svijetu. Bilo mu je drago što je njegov otac, Brandonov djed Lee Hoi-chuen, samo tjedan prije smrti doznao da je dobio unuka i tako sretniji otišao s ovoga svijeta. Bruce je bio super tata, ali ne od onih koji mijenjaju pelene ili ustaju usred noći kad beba zaplače. Imao je druge stvari na umu, poput građenja karijere.
Dok su živjeli u Los Angelesu, druga su se djeca bojala Brandonova oca jer su znala da je majstor opasne borilačke vještine i da je njihova kuća puna raznih vrsta oružja koje se upotrebljava u kung-fuu.
Bruce i Brandon bili su vrlo privrženi jedan drugom. Linda Lee potvrdila je kako je njezin suprug priželjkivao i drugog sina, jer je smatrao da će biti bliskiji s muškim djetetom, pa je 19. travnja 1969. godine, kad mu se rodila kći Shannon, bio pomalo razočaran. 
Međutim, čim ju je prvi put primio u naručje, zaljubio se u nju toliko te je i sam bio začuđen.
- Kad je mala princeza stigla kući, činilo se kao da se s neba spustio anđeo i odlučio živjeti s nama. Bruce se jednostavno raspekmezio nad svojom curicom. Nikad prije ga nisam vidjela takvog. Djevojčice često osvajaju srca svojih očeva, a nije bilo drukčije ni s Bruceom. Svi smo strahovali nad Brandonom koji je bio hodajuča nevolja: lomio je nogu, dvaput raku, jednom zadobio frakturu lubanje... Shannon je, pak, bila mimozica od rođenja. Prvih devet mjeseci svog života nosila je ortopedsku udlagu za ispravljanje krivog stopala. Zahvaljujući Bruceovu trudu i upornosti, prohodala je brzo i savršeno. Bruce se brinuo za nju i kad je liječila upalu uha i očiju. Svaki slobodan trenutak provodio je s njom i Brandonom - ispričala je Linda Lee.
Tih godina Lee je počeo dobivati i manje uloge u televizijskim serijalima i filmovima, a 1971. godine bio je na audiciji i za glavnu ulogu za film "Kung-fu", ali ju je ipak dobio David Carradin. Lee se toliko razočarao te se s Lindom odlučio preseliti u Hong Kong, gdje je brzo dobio posao u televizijskom serijalu "Green Hornet", u kojem je glumio, ali je i pomagao pri snimanju i promociji. Vidjevši koliko je pun ideja, Raymond Chow, vlasnik studija Golden Harvest, ponudio mu je petogodišnji ugovor. Chow je očito imao dobar osjećaj za posao jer je već 1972. godine Bruce Lee u Hong Kongu postigao veliki uspjeh s borilačkim filmom "The Big Boss - Fists Of Fury".
Producenti su ga počeli salijetati novim ulogama, a Lee je izabrao onu u filmu "Na zmajevom Putu" (Way of the Dragon), hongkonškoj produkciji s njegovim ucenikom Chuck Norrisom. Kad je prije snimanja postavio uvjet da se scene moraju dorađivati dok on ne bude zadovoljan, producenti su olako pristali, da bi se kasnije hvatali za glavu jer je svaku ponavljao dok, po njegovu mišljenju, ne bi bila savršena. No, njegov trud i perfekcionizam su se očito isplatili, jer je film "na zmajevom putu", bio svjetski uspjeh.
Na krilima tog uspjeha, Bruce Lee je snimio film "Enter the Dragon".

### Misteriozna smrt
20. srpnja 1973. godine, dok je snimao film "Igra smrti" (Game Of Death - Bruce Lee's Game Of Death, koji je poslije dovršio njegov prijatelj Robert Clouse), otišao je u posjet prijateljici, glumici Betty Ting Pel, kojoj je kanio ponuditi glavnu žensku ulogu u svojem sljedećem filmu. Boljela ga je glava pa mu je ona ponudila tablete protiv boli koje je i sama koristila. Samo nekoliko trenutaka nakon što ju je progutao, Bruce Lee se onesvijestio. Uspaničena Ting Pel odmah je pozvala hitnu pomoć, no kad su bolničari stigli, on je već bio mrtav.
Liječnici su napisali da je glumac u 32. godini umro od cerebralnog edema, izazvanog alergijskom reakcijom na lijek koji dotad nije uzimao. Mnogi nisu mogli povjerovati kako je zdrava osoba, u naponu snage, tako iznenada umrla. Sumnjalo se i da ga je Betty Ting Pel otrovala pa je dugo morala dokazivati svoju nevinost, drugi su, pak, tvrdili kako je netko ljubomoran na njegov uspjeh bacio na njega kletvu te je njegova smrt djelo demona.
Nakon tradicionalnoga kineskog ispraćaja u Hong Kongu, kojemu je prisustvovalo više od 30 tisuća obožavatelja, obitelj Lee vratila se u Seattle, gdje je njegovo tijelo pokopano na groblju Lake View.
- Nisam mogla objasniti djeci da tate više nema, a bilo im je još teže kad sam zbog poziva mrtvozornika morala otputovati natrag u Hong Kong, pa sam ih ostavila na čuvanje svojoj sestri u Kanadi. Najteže je bilo Brandonu. Bio je još dječak, a morao je podnositi telefonske pozive novinara te se kao jedini muškarac u kući trudio zaštititi sestru i majku. Možda je zbog toga izrastao u zatvorenu osobu koja ne pokazuje osjećaje pred drugima. Izbjegavao je razgovarati o ocu jer je mislio da me to rastužuje. Osim toga, i do njega su doprle glasine o očevoj misterioznoj smrti, ali me nikada nije želio opterećivati njima - napisala je Linda Lee. I Brandon i Shannon Lee postali su glumci, ali je Brandon postigao veći uspjeh. Završio je studij glume na Emerson Collegeu u Bostonu, snimio nekoliko televizijskih i filmskih uloga, a kad bi ga pitali kako nosi teret slavnog prezimena, odgovarao je: - Ponosno!

### Bruceova obitelj poslije njegove smrti
Kao i njegov otac, i Brandon Lee umro je u bizarnim okolnostima pa su se ponovno počele širiti glasine o kletvi nad cijelom obitelji. Pri kraju snimanja filma "Vrana", po popularnom stripu, u kojemu je 1993. godine glumio glavnu ulogu, pištolj koji je trebao biti korišten u sceni nije bio provjeren, pa je tako zaostali metak u cijevi u kombinaciji s nabojem slijepog metka pogodio Brandona u trbuh i prošao do kralježnice. Odmah je pozvana hitna pomoć, ali nakon nekoliko sati umro je u bolnici.
Redatelj je poslije uništio filmsku vrpcu na kojoj je snimljeno njegovo ranjavanje, ali je film dovršen uz pomoć dublera i korištenjem prijašnjih snimki. Nekoliko mjeseci kasnije film je postigao veliki uspjeh, a poslije je snimljeno i nekoliko nastavaka.
Iznenadna Brandonova pogibija ponovno je pokrenula niz teorija o kletvi nad obitelji Lee.
-  Svako malo mi postavljaju pitanje kako je umro Bruce Lee. Govore mi da ga je psihičkim moćima ubila neka poremećena osoba, ali ja vjerujem u nalaze patologa koji su ga detaljno pregledali. Svi se liječnici slažu: Bruce Lee je umro od iznimno burne reakcije na jedan od sastojaka u lijeku Equagesic, analgetiku koji se u to doba prepisivao za blaže bolove poput glavobolje. Njegov je organizam kobno reagirao na progutanu tabletu - nakupljanjem tekućine u mozgu koja je prerasla u golemi edem. Utonuo je u san i u kratkom roku mirno umro - kaže Linda Lee.
Jedina osoba u obitelji koja nije prihvatila to objašnjenje je njegova majka Grace, kojoj je on tri godine uoči tragičnog kraja pomogao pri dobivanju useljeničke vize i preseljenja u SAD.
- Dugo joj je trebalo da shvati da je njezin divni, zdravi sin umro tako mlad. Ali, vrijeme je zaliječilo duboke rane na majčinu srcu. Godinama poslije s mnogo je ponosa pričala o njegovu uspjehu i kao počasna gošća rado se odazivala na događanja organizirana njemu u čast. A mojoj kćeri Shannon često je govorila da je po naravi isti otac. Ja sam, pak, Bruceovu smrt doživjela kao smak svijeta. No, nakon sprovoda, kad su se emocije stišale, osjetila sam da između nas dvoje i dalje kola neka pozitivna energija. Vjerujem da je ona rezultat našeg bliskosti za njegova života - rekla je poslije.
Linda Lee se nakon muževe smrti dvaput udavala. Prvi put 1988. godine za Toma Bleeckera, od kojega se razvela 1991. godine. Iste godine udala se za Brucea Cadwella, s kojim i danas živi u Idahou, ali i dalje njeguje uspomenu na Brucea Leeja.
Napisala je nekoliko knjiga o njemu, a jednu od njih, The Bruce Lee Story, posvetila je njihovoj djeci Brandonu i Shannon.
- Njih dvoje donijelo je Bruceu više sreće, ljubavi i ispunjenja nego li sva njegova slava i bogatstvo.

## Bruce Lee danas
Bruce Lee i danas je kultno ime među obožavateljima borilačkih vještina, a Kinezi ga smatraju nacionalnim junakom. U Pekingu je otvoren muzej posvećen njegovim filmovima, a u Hong Kongu su mu 2005. godine podignuli spomenik. Zanimljivo, iste godine Leejev spomenik podignut je i u Mostaru, čiji autor je poznati hrvatski kipar Ivan Fijolić. Na inicijativu "Urbanog pokreta" otkriven je spomenik junaku koji je bio drag svima u tom gradu, podijeljenom zbog rata.
 rekao je jedan od organizatora.

## Najznačaniji filmovi
- "Veliki gazda", 1971. (također i scenarist)[4]
- "Na zmajevom putu", 1972. (također scenarist i redatelj)[4]
- "Zmajeva šaka", 1972.
- "U zmajevom gnijezdu", 1973.
- "Zmajeva igra smrti", 1978.
- "Toranj smrti", 1981. ↓1 (samo pojavljivanje u prizorima)